# Visitandinnenklooster (Brussel)

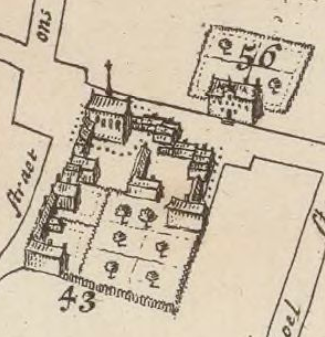
Stadsplan uit 1695 met boven het huis van de Visitandinnen (56) en onder het Brigittinnenklooster (43)

Het Visitandinnenklooster van Brussel was een religieuze gemeenschap die zich richtte op meisjesonderwijs. De Visitandinnen waren in de stad aanwezig van 1665 tot 1797 en maakten een terugkeer in 1845-1930.

## Geschiedenis
De komst van de Visitandinnen had nogal wat voeten in de aarde. Een eerste aanvraag uit 1648 werd door de stadsmagistraat geweigerd omdat er al te veel religieuze instellingen waren en er onvoldoende bestaansmiddelen werden aangetoond. Waarschijnlijk was deze houding, die gedeeld werd door de aartsbisschop, ingegeven door geopolitiek wantrouwen van de Spaans-Nederlandse overheid tegen een Franse orde. Na een proces voor de Raad van Brabant gaf de regering toch toestemming (1650), maar het bleef een dode letter. Bij een bezoek aan Brussel in 1660 drong de prince de Condé nogmaals aan. Het stadsbestuur gaf toe maar verleende niet de gebruikelijke belastingvrijstellingen (1661).
Vier zusters kwamen over uit Bergen. Na enige tijd verwierven de Visitandinnen het huis van de oude prinses van Chimay in de Silverstrate, tegenover de Brigittinnen. De officiële stichting vond plaats op 12 februari 1667 en in 1679 verhuisden ze naar een ruimer gebouw. De kapel was een eenvoudige zaal. Gedurende de eerste drie decennia leidde Moeder Marie-Thérèse Leroy de gemeenschap, die een kostschool voor meisjes inrichtte. Dit gebeurde in rivaliteit met de nabije Ursulinen, terwijl ook de verstandhouding met de overburen niet best was, vermits de Visitandinnen sterk aanleunden bij de Jezuïeten en de Brigittinnen voor de Oratorianen kozen.
Moeder Leroy was een jonge Bergense die ervaring had opgedaan in de Visitatie van Parijs en dus nieuwe onderwijspraktijken aanbracht. Het pensionaat kende succes bij het vermogende doelpubliek, al stelde Leroy met enige bitterheid vast dat de heilige stichter, François de Sales, niet hetzelfde aanzien genoot als in Frankrijk. In 1698 richtten de zusters de Confrérie du Sacré-Cœur op, met uitgeschreven statuten. Gemiddeld verbleven in de kostschool een twintigtal leerlinges. De omkadering was in 1710 op een hoogtepunt met 27 zusters (koorzusters, conversen en anderen).
Vanuit Brussel en Bergen werd in 1717 een Visitandinnenhuis in Wenen gesticht, op vraag van keizerin-douairière Amalia Wilhelmina. Het bleek moeilijk de vertrokken zusters te vervangen, zodat een beroep diende gedaan op bijstand uit Nancy (1726-1729). Deze Franse inbreng zorgde tijdelijk voor een verhoogd prestige. In 1761-64 kwamen vijf zusters uit Dijon over en herhaalde dit fenomeen zich.
Het Franse bewind besliste in 1797 tot opheffing van het klooster. Het werd een rijkswachtkazerne en onder het Verenigd Koninkrijk der Nederlanden een hospitaal. De Visitandinnen eisten hun vroegere eigendom terug, maar de stad ging er niet op in en wees hem in 1829 toe aan de Zwartzusters. De Visitandinnen waren nog steeds aanwezig in Brussel, want ze hadden in 1798 de krachten gebundeld met de Ursulinen, die hetzelfde lot hadden ondergaan, en een pensionaat geopend in de Stuiversstraat. Onderkomen vonden ze in het nabije Salazarhof, waar ook de Dames van Berlaymont verbleven. Na enkele jaren kwam een onderwijscongregatie uit Melsbroek versterking bieden voor het lesgeven. Na de Belgische onafhankelijkheid en het uitsterven van de oude zusters beslisten zij om de Ursulinenregel te volgen in Melsbroek en de Visitandinnenregel in het bijhuis te Sint-Kwintens-Lennik.
Aldus verdween de school uit Brussel, maar op 21 november 1845 begon een nieuwe generatie Visitandinnen met een kloosterschool in de stad, onder overste Marie-Gertrude Chapperon. Ze werd in 1930 overgebracht naar Kraainem, waar Dom Paul Bellot een fraaie nieuwbouw neerpootte voor 60 zusters. Anno 2018 is het de laatste Visitandinnenschool in België.

## Voetnoten
1. ↑  La Confrérie et Dévotion au Sacré-Coeur de Notre Seigneur Jésus-Christ, érigée en l’honneur des religieuses de la Visitation S. Marie de Bruxelles, et approuvée par Monseigneur l’Illustrissime et Révérendissime Archevêque de Malines, le 4 mars 1698